# Ludmila de Bohême
Sainte Ludmila, née aux environs de 860 et décédée le 15 septembre 921, est l'épouse de Bořivoj Ier de Bohême auquel elle est mariée, encore presque enfant, en 874. De cette union naissent six enfants dont l'aîné Spytihněv naît en 875, suivent trois filles et deux garçons dont Vratislav en 888.
Ludmila est la fille de Slavibor, seigneur des Sorabes de Pšov, ce qui désignait alors les environs de Mělník. On sait qu'elle est élevée dans la religion slave, paganisme riche en dieux divers, mais la date de son baptême n'est pas connue.

## Histoire

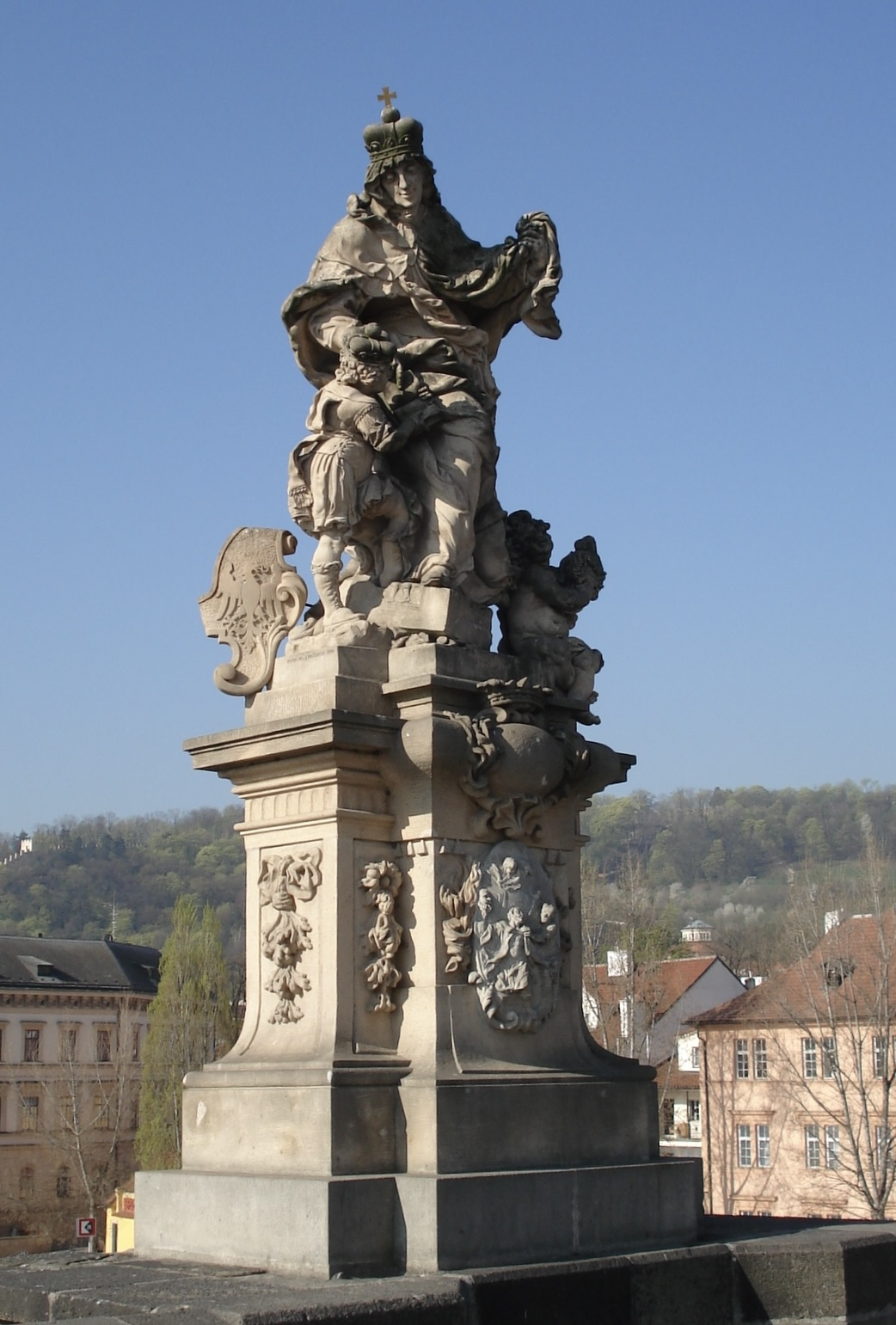
Sainte Ludmila et saint Venceslas enfant. Statue baroque sur le pont Charles de Prague.

Sa vie est concomitante avec les premiers balbutiements qui vont donner naissance au royaume de Bohême qui rentre alors dans l'histoire (les prédécesseurs de Bořivoj dans la dynastie des Přemyslides sont tous plus ou moins mythiques) et adopte le christianisme. 
Son époux Bořivoj est baptisé, quelque part en Moravie, par saint Méthode. C'est ce même Méthode qui, selon la légende, baptise Ludmila, en Bohême, quelque temps après.
La « civilisation » est alors à l'ouest, dans l’empire d'Occident carolingien et au sud dans l'Empire byzantin ; adopter les usages — dont la religion chrétienne — des foyers de civilisation est, localement, une stratégie gagnante pour les princes slaves pour asseoir leur autorité et nouer des alliances stratégiques avec les puissants voisins. Les souverains de la Grande-Moravie voisine venaient de montrer l'exemple.
Ludmila qui est la sainte de mila  s'occupe de l'éducation de ses petits-enfants, Venceslas et Boleslav. À la suite du décès de son fils Vratislav, Ludmila entre en conflit avec sa belle-fille Drahomíra qui s'est emparée de la régence. Ce conflit culmine avec l'assassinat de Ludmila, le 15 septembre 921, au château-fort de Tetín : elle est alors étranglée par deux Varègues à la solde de sa belle-fille qui ont utilisé pour ce faire le propre châle de la souveraine-douairière, châle qui est devenu le symbole de son martyre bien qu'elle ne soit pas, à proprement parler, morte pour sa foi.

## Postérité
La conversion au christianisme peut faire partie d'une stratégie politique dûment mûrie par des seigneurs provinciaux en mal de reconnaissance, ou le fruit de convictions profondes d'individus touchés par la Foi.
Le fait d'avoir un ou une sainte dans la famille est indubitablement un atout et une légitimité politique, et le culte de sainte Ludmila est un effort dynastique, presque raisonné, instauré par son arrière-petite-fille, Mlada, abbesse du couvent bénédictin de Saint-Georges dans l'enceinte du château de Prague.
Postérité musicale : Antonin Dvorak lui a consacré un oratorio en 1886 : Sainte Ludmila.